# Селина, Илона Георгиевна
Ило́на Гео́ргиевна Се́лина (24 января 1989, Горький) — российская фотомодель и актриса.

## Биография
Илона Селина родилась в Нижнем Новгороде в семье творческой интеллигенции. Мама Селина Маргарита Михайловна — модельер экспериментального цеха. Отец Селин Георгий Петрович — регент церковного хора. Семья Селиных была очень религиозна: по роду отца все священники (репрессированные при советской власти), в роду матери — дворянское сословие. Илона с раннего детства проявляла тягу к лицедейству, что по мнению родственников, являлось совершенно не допустимо для приличной девушки. Её стремление к актерской профессии и танцам жестко осуждалось и пресекалось.
Илона ходила в обычную школу, в которой учителя встретили её враждебно из-за старшего брата, не скрывавшего своей религиозности. Он один из всей школы по собственному желанию не пошел в пионеры и так и не вступил в комсомол, а также предпочитал библейские заповеди, а не советские ценности.
После 9-го класса Илона Селина поступила в гуманитарный институт на юридический факультет. С утра студенты осваивали программу 10 и 11 класса общеобразовательной школы, а вечером — первый курс института.
В этом же возрасте — в 14 лет — Илона выиграла конкурс модельного агентства на бесплатное обучение в школе моделей. У неё были почти идеальные параметры — 85-58-88 и не очень высокий рост для модели — 173 сантиметра. Почти сразу у Илоны и агентства начались разногласия: агентство считало целесообразным отправить работать её в Европу, в то время как сама Илона не хотела покидать Россию. Школа моделей, в которую выиграла обучение Илона Селина при модельном агентстве Burda Moden — одна из старейших модельных школ, действующих в России. 
Правда, в модельном агентстве, действующем при этой школе, Илона не осталась, т.к. не готова была выполнять обязательное их требование - готовность участвовать в шоу причесок со стрижкой и окраской волос.

## Карьера
После нескольких лет трудных отношений с различными модельными агентствами Илона Селина становится свободной моделью и регистрируется почти на всех модельных ресурсах, а также создает свой персональный сайт.
В 2008 году на конкурсе «Краса России» в Петрозаводске Илона Селина вошла в число 12-ти финалисток и завоевала титул «Лучшая фигура России 2008».
В 2009 году Илона Селина участвовала в конкурсе «Мисс Москва», где завоевала титул «Вице-мисс Москва 2009».
В 2010 году Илона победила на конкурсе «Мисс PENTHOUSE», который проходил в Таиланде.
На сегодняшний день Илона Селина посвящает себя модельному бизнесу, а также снимается в телесериалах и телешоу.
Снималась для журналов Penthouse, Cosmopolitan, Женские Секреты, Похудей, Прически, HAIR, PHOTOMODEL и др.